# Araruama
Araruama – miasto i gmina w Brazylii, w stanie Rio de Janeiro. Znajduje się w mezoregionie Baixadas i mikroregionie Lagos.
W mieście ma siedzibę klub piłkarski Araruama FC.